# Triglochin hexagona
Triglochin hexagona là một loài thực vật có hoa trong họ Juncaginaceae. Loài này được J.M.Black miêu tả khoa học đầu tiên năm 1925.